# 黒木中継局
黒木中継局（くろぎちゅうけいきょく）は、福岡県八女市黒木町にあるテレビ放送の中継局である。

## 概要
- 中継局名：黒木中継局
- 所在地：福岡県八女市黒木町大字木屋字向エ11932番地5号（女郎岳）

## 送信設備

### 地上デジタルテレビジョン放送
| リモコン 番号 | 放送局名         | チャンネル 番号 | 空中線 電力 | ERP  | 放送対象地域 | 放送区域 内世帯数 | 運用開始日   |
| ------------- | ---------------- | --------------- | ----------- | ---- | ------------ | ----------------- | ------------ |
| 1             | KBC 九州朝日放送 | 15              | 1W          | 3W   | 福岡県       | 2,660世帯         | 2008年7月1日 |
| 2             | NHK 福岡教育     | 20              | 1W          | 3.2W | 全国         | 2,660世帯         | 2008年7月1日 |
| 3             | NHK 福岡総合     | 23              | 1W          | 3.2W | 福岡県西部   | 2,660世帯         | 2008年7月1日 |
| 4             | RKB RKB毎日放送  | 24              | 1W          | 3W   | 福岡県       | 2,660世帯         | 2008年7月1日 |
| 5             | FBS 福岡放送     | 32              | 1W          | 3W   | 福岡県       | 2,660世帯         | 2008年7月1日 |
| 7             | TVQ TVQ九州放送  | 27              | 1W          | 3W   | 福岡県       | 2,660世帯         | 2008年7月1日 |
| 8             | TNC テレビ西日本 | 18              | 1W          | 3W   | 福岡県       | 2,660世帯         | 2008年7月1日 |

- 地上デジタルテレビジョン放送は、2008年（平成20年）7月1日に全局本放送開始。山麓地帯における久留米・大牟田両中継局との混信障害を避けるため、両局と別のチャンネルパターンが設定された。
- 試験放送は、2008年（平成20年）6月2日から6月30日まで実施。
- 主な受信地域:福岡県八女市の一部[1]。

### 地上アナログテレビジョン放送
| チャンネル 番号 | 放送局名         | 空中線 電力       | ERP               | 放送対象地域 | 放送区域 内世帯数 | 運用開始日      |
| --------------- | ---------------- | ----------------- | ----------------- | ------------ | ----------------- | --------------- |
| 33              | KBC 九州朝日放送 | 映像10W /音声2.5W | 映像30W /音声7.5W | 福岡県       | 2,145世帯         | 1977年 3月22日  |
| 35              | TNC テレビ西日本 | 映像10W /音声2.5W | 映像30W /音声7.4W | 福岡県       | 2,121世帯         | 1977年 3月25日  |
| 37              | FBS 福岡放送     | 映像10W /音声2.5W | 映像30W /音声7.4W | 福岡県       | 2,121世帯         | 1977年 3月25日  |
| 39              | RKB RKB毎日放送  | 映像10W /音声2.5W | 映像30W /音声7.4W | 福岡県       | 2,121世帯         | 1977年 3月25日  |
| 42              | TVQ TVQ九州放送  | 映像10W /音声2.5W | 映像30W /音声7.4W | 福岡県       | 2,121世帯         | 2000年 10月10日 |
| 45              | NHK 福岡教育     | 映像10W /音声2.5W | 映像30W /音声7.5W | 全国         | 2,121世帯         | 1967年 3月16日  |
| 47              | NHK 福岡総合     | 映像10W /音声2.5W | 映像30W /音声7.5W | 福岡県西部   | 2,121世帯         | 1967年 3月16日  |

- 地上アナログテレビジョン放送は、2011年（平成23年）7月24日までに全局放送終了。
- FBSのみ福岡基幹局とチャンネルが同じである。